# Лалеманде, Иоанн
Иоанн Лалеманде́ (фр. Jean Lalemandet или Lallemandet; 1595, Безансон — 10 ноября 1647, Прага) — австрийский богослов бургундского происхождения, философ, теолог из ордена минимов.

## Биография
Принадлежал к ордену минимов, с 1641 года возглавлял управление орденом по Верхней Германии, Богемии и Моравии.

## Философские взгляды
Основное сочинение Лалеманде — «Философские разрешения» (лат. Decisiones philosophicae; Мюнхен, 1645), переизданные в 1656 году в Лионе под названием «Курс теологии» (лат. Cursus theologicus). В нём последовательно сопоставляются воззрения томистов и последователей Дунса Скотта по различным проблемам метафизики и на основе этих сопоставлений делают «разрешающие» выводы — главным образом, лежащие в русле номинализма. Высокую оценку труду Лалеманде дал Хуан Карамуэль.

## Труды
- Decisiones philosophicae in quibus late proponuntur, ac discutiuntur praesertim occurentes controversiae inter Thomistas, ac Scotistas, Munich, héritiers de Cornelius Leyserius, 1644—1645.
- Cursus philosophicus complectens lateque discutiens controversias omnes a logicis, physicis, metaphysicisque agitari solitas, praesertim quae thomisticae, scoticae et nominalium scholis sudorem cient. Editio novissima, Lyon, Laurent Anisson, 1656.
- Cursus theologici, in quo discussis hinc inde Thomistarum, & Scotistarum praecipuis fundamentis decisive sententia pronuntiatur, Lyon, Claude Prost, 1656.
- Tractatus theologicus de Dei natura, eius attributis et trinitate personarum, Lyon, 1661.